# Женский теннисный чемпионат Лос-Анджелеса 2009
Женский теннисный чемпионат Лос-Анджелеса 2009 года — ежегодный женский профессиональный теннисный турнир премьер-серии WTA. Соревнование традиционно проводится на открытых хардовых кортах в Карсоне, штат Калифорния, США. Турнир прошёл с 3 по 9 августа в 36-й раз в общей истории.
Прошлогодние победители:
- в одиночном разряде —  Динара Сафина
- в парном разряде —  Чжань Юнжань и  Чжуан Цзяжун

## US Open Series
Ко второй соревновательной неделе борьба за бонусные призовые выглядела следующим образом:
| Место | Игрок             | Турниров 1 | Побед | Очков |
| ----- | ----------------- | ---------- | ----- | ----- |
| 1     | Марион Бартоли    | 1          | 1     | 70    |
| 2     | Винус Уильямс     | 1          | -     | 45    |
| 3-4   | Елена Дементьева  | 1          | -     | 25    |
| 3-4   | Саманта Стосур    | 1          | -     | 25    |
| 5-8   | Даниэла Гантухова | 1          | -     | 15    |
| 5-8   | Елена Янкович     | 1          | -     | 15    |
| 5-8   | Мария Шарапова    | 1          | -     | 15    |
| 5-8   | Серена Уильямс    | 1          | -     | 15    |

* — Золотым цветом выделены участники турнира.
1 — Количество турниров серии, в которых данный участник достиг четвертьфинала и выше (Premier) или 1/8 финала и выше (Premier 5 и Premier Mandatory)

## Соревнования

### Одиночный турнир
Флавия Пеннетта обыграла  Саманту Стосур со счётом 6-4, 6-3.
- Пеннетта выигрывает второй титул в сезоне и 8-й за карьеру в туре ассоциации.
- Стосур уступает все свои пять финалов в туре ассоциации.

### Парный турнир
Чжуан Цзяжун /  Янь Цзы обыграли  Марию Кириленко /  Агнешку Радваньскую со счётом 6-0, 4-6, [10-7].
- Чжуан выигрывает свой второй титул в сезоне.
- Янь выигрывает свой первый титул в сезоне.